# Driving World Tour
Il Driving World Tour è il quarto tour solista del musicista inglese Paul McCartney. Si tratta del suo primo tour del XXI secolo, il primo con la sua nuova band e il primo dopo una lunga pausa dal vivo causata dalla morte della moglie Linda e del compagno George Harrison.
Il tour è suddiviso in 4 tourneé minori: Driving USA Tour, Back in the U.S. Tour, Driving Mexico Tour e Driving Japan Tour.

## Sviluppo

### Driving USA Tour / Back in the U.S. Tour
Il tour è iniziato il primo aprile 2002 con la tappa americana, dove McCartney è stato seguito dalla nuova moglie Heather Mills nonché dalla sua nuova band.

I concerti della tappa furono pubblicati sul DVD Back in the U.S., promosso da una seconda tappa americana in moltissime città. I concerti venivano aperti da delle esibizioni del Cirque du Soleil che suonavano un remix delle canzoni dei The Fireman.

### Driving Mexico Tour
Dopo la conclusione della tappa americana, McCartney ha aggiunto al tour 3 grandi concerti consecutivi al Palacio de los Deportes a Città del Messico.

### Driving Japan Tour
L'ultima tappa fu in Giappone, a Tokyo ed Osaka, dove McCartney fu letteralmente inseguito per strada dai fan a costo di ricevere un autografo.

Grazie al successo del tour ne fu organizzato un altro nel 2003 intitolato Back in the World Tour (dal nome dell'omonimo album live) stavolta solo in Europa, ma parte dei concerti furono spostati dopo che Paul prese l'influenza.

## Personale

### Paul McCartney Band
- Paul McCartney – voce solista, basso acustico, basso elettrico, chitarra ritmica, pianoforte, ukulele
- Rusty Anderson – voce di supporto, chitarra elettrica, chitarra acustica
- Brian Ray – voce di supporto, chitarra acustica, chitarra elettrica, chitarra ritmica
- Paul 'Wix' Wickens – voce di supporto, tastiere, fisarmonica, chitarra acustica
- Abe Laboriel, Jr. – voce di supporto, batterie, percussioni

### Apparizioni

#### Cirque du Soleil
- Guy Laliberté – proprietario e fondatore
- Daniel Lamarre – CEO
- numerosi artisti – comparsa, strumentazione

#### Altri
- Heather Mills – comparsa

## Date del Tour

### Driving USA
| Data           | Città            | Paese       | Luogo                             |
| -------------- | ---------------- | ----------- | --------------------------------- |
| 1 aprile 2002  | Oakland          | Stati Uniti | Oakland Arena                     |
| 3 aprile 2002  | San Jose         | Stati Uniti | HP Pavilion                       |
| 5 aprile 2002  | Las Vegas        | Stati Uniti | MGM Grand Garden Arena            |
| 6 aprile 2002  | Las Vegas        | Stati Uniti | MGM Grand Garden Arena            |
| 10 aprile 2002 | Chicago          | Stati Uniti | United Center                     |
| 11 aprile 2002 | Chicago          | Stati Uniti | United Center                     |
| 13 aprile 2002 | Toronto          | Canada      | Air Canada Centre                 |
| 16 aprile 2002 | Filadelfia       | Stati Uniti | First Union Center                |
| 17 aprile 2002 | East Rutherford  | Stati Uniti | Continental Airlines Arena        |
| 19 aprile 2002 | Boston           | Stati Uniti | FleetCenter                       |
| 21 aprile 2002 | Uniondale        | Stati Uniti | Nassau Veterans Memorial Coliseum |
| 23 aprile 2002 | Washington, D.C. | Stati Uniti | MCI Center                        |
| 24 aprile 2002 | Washington, D.C. | Stati Uniti | MCI Center                        |
| 26 aprile 2002 | New York City    | Stati Uniti | Madison Square Garden             |
| 27 aprile 2002 | New York City    | Stati Uniti | Madison Square Garden             |
| 29 aprile 2002 | Cleveland        | Stati Uniti | Gund Arena                        |
| 1 maggio 2002  | Auburn Hills     | Stati Uniti | The Palace of Auburn Hills        |
| 4 maggio 2002  | Los Angeles      | Stati Uniti | Staples Center                    |
| 5 maggio 2002  | Anaheim          | Stati Uniti | Arrowhead Pond of Anaheim         |
| 7 maggio 2002  | Denver           | Stati Uniti | Pepsi Center                      |
| 9 maggio 2002  | Dallas           | Stati Uniti | Reunion Arena                     |
| 10 maggio 2002 | Dallas           | Stati Uniti | Reunion Arena                     |
| 12 maggio 2002 | Atalanta         | Stati Uniti | Philips Arena                     |
| 13 maggio 2002 | Atalanta         | Stati Uniti | Philips Arena                     |
| 15 maggio 2002 | Tampa            | Stati Uniti | Ice Palace                        |
| 17 maggio 2002 | Sunrise          | Stati Uniti | National Car Rental Center        |
| 18 maggio 2002 | Sunrise          | Stati Uniti | National Car Rental Center        |

### Back in the U.S.
| Data              | Città         | Paese       | Luogo                     |
| ----------------- | ------------- | ----------- | ------------------------- |
| 21 settembre 2002 | Milwaukee     | Stati Uniti | Bradley Center            |
| 23 settembre 2002 | St. Paul      | Stati Uniti | Xcel Energy Center        |
| 24 settembre 2002 | Chicago       | Stati Uniti | United Center             |
| 27 settembre 2002 | Hartford      | Stati Uniti | Hartford Civic Center     |
| 28 settembre 2002 | Atlantic City | Stati Uniti | Boardwalk Hall            |
| 30 settembre 2002 | Boston        | Stati Uniti | FleetCenter               |
| 1 ottobre 2002    | Boston        | Stati Uniti | FleetCenter               |
| 4 ottobre 2002    | Cleveland     | Stati Uniti | Gund Arena                |
| 5 ottobre 2002    | Indianapolis  | Stati Uniti | Conseco Fieldhouse        |
| 7 ottobre 2002    | Raleigh       | Stati Uniti | RBC Center                |
| 9 ottobre 2002    | Saint Louis   | Stati Uniti | Savvis Center             |
| 10 ottobre 2002   | Columbus      | Stati Uniti | Value City Arena          |
| 12 ottobre 2002   | New Orleans   | Stati Uniti | New Orleans Arena         |
| 13 ottobre 2002   | Houston       | Stati Uniti | Compaq Center             |
| 15 ottobre 2002   | Oklahoma City | Stati Uniti | Ford Center               |
| 18 ottobre 2002   | Portland      | Stati Uniti | Rose Garden               |
| 19 ottobre 2002   | Tacoma        | Stati Uniti | Tacoma Dome               |
| 21 ottobre 2002   | Sacramento    | Stati Uniti | ARCO Arena                |
| 22 ottobre 2002   | San Jose      | Stati Uniti | HP Pavilion               |
| 25 ottobre 2002   | Anaheim       | Stati Uniti | Arrowhead Pond of Anaheim |
| 26 ottobre 2002   | Las Vegas     | Stati Uniti | MGM Grand Garden Arena    |
| 28 ottobre 2002   | Los Angeles   | Stati Uniti | Staples Center            |
| 29 ottobre 2002   | Phoenix       | Stati Uniti | America West Arena        |

### Driving Mexico
| Data            | Città             | Paese   | Luogo                   |
| --------------- | ----------------- | ------- | ----------------------- |
| 2 novembre 2002 | Città del Messico | Messico | Palacio de los Deportes |
| 3 novembre 2002 | Città del Messico | Messico | Palacio de los Deportes |
| 5 novembre 2002 | Città del Messico | Messico | Palacio de los Deportes |

### Driving Japan
| Data             | Città | Paese    | Luogo      |
| ---------------- | ----- | -------- | ---------- |
| 11 novembre 2002 | Tokyo | Giappone | Tokyo Dome |
| 13 novembre 2002 | Tokyo | Giappone | Tokyo Dome |
| 14 novembre 2002 | Tokyo | Giappone | Tokyo Dome |
| 17 novembre 2002 | Osaka | Giappone | Osaka Dome |
| 18 novembre 2002 | Osaka | Giappone | Osaka Dome |

## Scaletta
La scaletta contiene canzoni Beatles, Wings e da solista.
1. Hello, Goodbye (Beatles)
2. Jet (Wings)
3. All My Loving (Beatles)
4. Getting Better (Beatles)
5. Coming Up (solista)
6. Let Me Roll It (Wings)
7. Lonely Road (solista)
8. Driving Rain (solista)
9. Your Loving Flame (solista)
10. Blackbird (Beatles)
11. Every Night (solista)
12. We Can Work It Out (Beatles)
13. Mother Nature's Son (Beatles)
14. Vanilla Sky (solista)
15. You Never Give Me Your Money / Carry That Weight (Beatles)
16. The Fool on the Hill (Beatles)
17. Here Today (solista)
18. Something (Beatles)
19. Eleanor Rigby (Beatles)
20. Here, There and Everywhere (Beatles)
21. Band on the Run (Wings)
22. Back in the U.S.S.R. (Beatles)
23. Maybe I'm Amazed (solista)
24. C Moon (solista)
25. My Love (Wings)
26. Can't Buy Me Love (Beatles)
27. Freedom (solista)
28. Live and Let Die (Wings)
29. Let It Be (Beatles)
30. Hey Jude (Beatles)

Encore 
1. The Long and Winding Road (Beatles)
2. Lady Madonna (Beatles)
3. I Saw Her Standing There (Beatles)
4. Yesterday (Beatles)
5. Sgt. Pepper's Lonely Hearts Club Band (Reprise) / The End (Beatles)

Esistono scalette alternative per ogni tour che presentano variazioni come l'inclusione di varie canzoni.